# Philip Slørdahl
Philip Slørdahl (Norvégia, 2000. november 14. –) norvég korosztályos válogatott labdarúgó, a Sogndal hátvédje kölcsönben a Lillestrøm csapatától.

## Pályafutása

### Klubcsapatokban
Slørdahl Norvégiában született. Az ifjúsági pályafutását a Frigg Oslo és a Sagene csapataiban kezdte, majd 2018-ban a Lillestrøm akadémiájánál folytatta.
2016-ban debütált a Sagene felnőtt csapatában. 2019-ben az első osztályban szereplő Lillestrøm csapatához igazolt. Először a 2019. július 5-ei, Kristiansund ellen 5–2-re megnyert mérkőzésen lépett pályára. Első gólját 2020. december 13-án, a Grorud ellen 1–1-es döntetlennel zárult találkozón szerezte meg. 2021. augusztus 12-én további 2½ évvel meghosszabbította a szerződését a klubbal. A 2022-es szezon első felében a Sandefjord csapatát erősítette kölcsönben. 2022. április 23-án, a Strømsgodset ellen 5–0-ra megnyert bajnoki 72. percében, Quint Jansen cseréjeként debütált. A 2022-es idény hátralévő részében a Songdalnál szerepelt szintén kölcsönben.

### A válogatottban
Slørdahl 2019-ben mutatkozott be a norvég U19-es válogatottban. 2019. július 18-án, Csehország ellen 0–0-ás döntetlennel zárult mérkőzésen debütált. Pályára lépett még a 2019. július 21-ei, Franciaország ellen 1–0-ra elvesztett U19-es EB-selejtezőn is.

## Statisztikák
2022. szeptember 17. szerint
| Klub                    | Szezon   | Osztály     | Bajnokság | Bajnokság | Kupa  | Kupa | Nemzetközi | Nemzetközi | Összesen | Összesen |
| Klub                    | Szezon   | Osztály     | Meccs     | Gól       | Meccs | Gól  | Meccs      | Gól        | Meccs    | Gól      |
| ----------------------- | -------- | ----------- | --------- | --------- | ----- | ---- | ---------- | ---------- | -------- | -------- |
| Lillestrøm              | 2019     | Eliteserien | 1         | 0         | 0     | 0    | —          | —          | 1        | 0        |
| Lillestrøm              | 2020     | OBOS-ligaen | 18        | 1         | —     | —    | —          | —          | 18       | 1        |
| Lillestrøm              | 2021     | Eliteserien | 11        | 0         | 1     | 0    | —          | —          | 12       | 0        |
| Lillestrøm              | 2022     | Eliteserien | 1         | 0         | 1     | 0    | 0          | 0          | 2        | 0        |
| Lillestrøm              | Összesen | Összesen    | 31        | 1         | 2     | 0    | 0          | 0          | 33       | 1        |
| Sandefjord (kölcsönben) | 2022     | Eliteserien | 5         | 0         | 0     | 0    | —          | —          | 5        | 0        |
| Sogndal (kölcsönben)    | 2022     | OBOS-ligaen | 4         | 0         | 0     | 0    | —          | —          | 4        | 0        |
| Összesen                | Összesen | Összesen    | 40        | 1         | 2     | 0    | 0          | 0          | 42       | 1        |

## Sikerei, díjai
Lillestrøm
- OBOS-ligaen
  - Feljutó (1): 2020